# TNFSF13
TNFSF13 (член надсемейства (лигандов) факторов некроза опухоли 13, англ. tumor necrosis factor (ligand) superfamily member 13) — внеклеточный белок, провоспалительный цитокин из надсемейства факторов некроза опухоли (TNF). Называется также лиганд, индуцирующий пролиферацию, (APRIL). У человека кодируется геном TNFSF13.

## Функции
TNFSF13 (APRIL) является лигандом TNFRSF17 (BCMA), рецептора из семейства ФНО рецепторов. Как  TNFSF13, так и TNFRSF17 участвуют в развитии B-лимфоцитов. TNFSF13 играет важную роль в поддержании длительного выживания плазматических клеток в костном мозге. Кроме этого, клеточные исследования показали, что этот лиганд способен вызывать апоптоз клеток путём взаимодействия с рецепторами TNFRSF6 (FAS) и TNFRSF14 (HVEM).

## Взаимодействия
TNFSF13 взаимодействует с рецепторами TNFRSF13B и B-клеточным активирующим фактором.